# Grupo ortonormal generalizado
En matemáticas, el grupo ortogonal generalizado, {\displaystyle {\text{O}}(p,q)} es el grupo de Lie de todas las transformaciones lineales de un espacio vectorial n-dimensional real que deja invariante una forma bilineal simétrica y no-degenerada, de signatura {\displaystyle (p,q)}, donde n = p + q. También se le llama grupo pseudo-ortogonal o grupo ortogonal indefinido. La dimensión del grupo es {\displaystyle n(n-1)/2}. El nombre responde a que generaliza al grupo ortogonal que es un caso particular.
El grupo ortogonal especial generalizado o indefinido, {\displaystyle {\text{SO}}(p,q)} es el subgrupo de {\displaystyle {\text{O}}(p,q)} formado por todos los elementos con determinante igual a la unidad. A diferencia del caso definido, {\displaystyle {\text{SO}}(p,q)} no es conexo, teniendo dos componentes. Además tiene subgrupos de índice finito adicionales, a saber, el {\displaystyle {\text{SO}}^{+}(p,q)} y {\displaystyle {\text{O}}^{+}(p,q)}, que tiene 2 componentes – ver sección de Topología para definiciones y una discusión de estos hechos.
La signatura de la forma determina el grupo, salvo isomorfismos, intercambiando el papel de {\displaystyle p}  y {\displaystyle q}, lo cual equivale a reemplaza la métrica por su forma negativa, conlleva el mismo grupo. Si uno de los dos índices {\displaystyle p} o {\displaystyle q} es cero, entonces el grupo resultante es el grupo ortogonal ordinario {\displaystyle {\text{O}}(p+q)}. Para estudiar el caso eneral, asumimos en lo que sigue que tanto {\displaystyle p>0}  y {\displaystyle q>0}.
El grupo {\displaystyle {\text{O}}(p,q)} se define para espacios vectoriales sobre los reales. Para espacios vectoriales complejos, todos los grupos {\displaystyle {\text{O}}(p,q,\mathbb {C} )} son isomorfos al habitual grupo ortogonal {\displaystyle {\text{O}}(p+q,\mathbb {C} )}, ya que la transformación {\displaystyle z_{j}\mapsto iz_{j}} cambia la signatura de la forma. Esto no debe confundirse con el grupo unitario indefinido {\displaystyle {\text{U}}(p,q)} que conserva una forma sesquilineal de signatura {\displaystyle (p,q)}.
En dimensión para {\displaystyle p=q=n/2}, el grupo {\displaystyle {\text{O}}(p,q)} se denomina el grupo ortogonal escindido.